# Großsteingrab Swochowo
Das Großsteingrab Swochowo (auch Großsteingrab Schwochow genannt) war eine megalithische Grabanlage der jungsteinzeitlichen Trichterbecherkultur bei Swochowo (deutsch Schwochow), einem Ortsteil der Gmina Bielice (deutsch Beelitz) in der Woiwodschaft Westpommern in Polen. Es lag allerdings auf dem heutigen Gemeindegebiet der Gmina Gryfino. Das Grab wurde im 19. Jahrhundert zerstört.

## Lage
Nach einem Bericht von 1826 befand sich das Grab etwa 1000 Schritt (ca. 750 m) „unterhalb“ (östlich?) von Dołgie (deutsch Langenhagen), „am Ende der Allee, die nach Schwochow führt“.

## Beschreibung
Die Anlage besaß eine nur in Resten erhaltene Hügelschüttung. Darin befand sich eine ost-westlich orientierte Grabkammer mit einer Länge von 10 Schritt (ca. 7,5 m) und einer Breite zwischen 4 und 5 Schritt (ca. 3–3,8 m). Gemäß einer Skizze besaß die Kammer ursprünglich wohl fünf Wandsteinpaare an den Langseiten und dürfte somit als Großdolmen oder Ganggrab einzuordnen sein. Zwischen den Wandsteinen lagen fünf weitere Steine, bei denen es sich um die Decksteine und/oder die Abschlusssteine an den Schmalseiten handelte. Die größten Steine (wohl die Decksteine) hatten eine Länge von ungefähr 8 Fuß (ca. 2,5 m) sowie eine Höhe und Breite von einigen Fuß.